# Gerardina Jacoba van de Sande Bakhuyzen
Gerardina Jacoba van de Sande Bakhuyzen, née le 27 juillet 1826  à La Haye et morte le 19 septembre 1895, est une peintre du XIXe siècle.

## Biographie
Elle naît le 27 juillet 1826 à La Haye. Elle est la fille de Hendrik van de Sande Bakhuyzen et de Sophia Wilhelmine Kiehl (1804-1881). Elle étudie sous la direction de son père, et plus tard, reçoit plusieurs médailles pour ses aquarelles de 1870 à 1880. En 1880 elle expose aux Grafton Galleries à Londres.
Elle est connue pour ses natures mortes, ses fleurs et ses fruits. Son frère Julius devient aussi peintre. Bakhuyzen expose ses œuvres au Palais des Beaux-Arts lors de l'Exposition universelle de Chicago en Illinois. Elle meurt le 19 septembre 1895.
En 1904, Clara Erskine Clement écrit à son sujet : « Médaille d'argent à La Haye, 1857 ; médaille d'honneur à Amsterdam, 1861 ; une autre à La Haye, 1863 ; et une médaille de distinction à l'Exposition coloniale d'Amsterdam, 1885. Fille du célèbre peintre animalier. Dès l'enfance, elle peignait des fleurs, et pendant un certain temps cela n'a pas fait d'impression particulière sur sa famille ou ses amis, car ce n'était pas un métier peu commun pour les filles. Son père vit enfin que cette fille, Gerardina - car il avait de nombreuses filles, et elles voulaient toutes être artistes - avait du talent, et quand, en 1850, l'Academie Minerva de Groningen donna comme sujet « Roses et Dahlias » et offrit un prix d'un peu plus de dix dollars pour le meilleur exemple, il encouragea Gerardina à participer au concours. Elle reçut la récompense méprisable et découvrit, à son étonnement, que l'Académie Minerva considérait le tableau comme leur appartenant ».